# Tiggelsee
Koordinaten: 52° 8′ 34,9″ N, 7° 19′ 42,6″ O
Der Tiggelsee ist ein ca. 0,5 ha großer See im Stadtteil Burgsteinfurt der Stadt Steinfurt im Münsterland. Er ist umgeben von einer kleinen Parkanlage, die zum See hin abschüssig ist. Die Anlage grenzt an die Straßen Bohlenstiege, Tiggelkamp, Kreuzstiege und Kohlstrunk. 

## Geschichte
Der See entstand als Ziegelteich durch den Materialaushub der ehemaligen Ziegelei Gottszky. Der Name leitet sich aus dem plattdeutschen Wort Tiggel für Ziegel ab. Die Ziegelei produzierte von 1874 bis in die 1950er Jahre den gelben Gottszkyschen Ziegel, der sich aufgrund seines hohen Salpetergehalts aber nur dürftig verkaufen ließ. Nach Schließung des Betriebs wurde die Aushubgrube von der Stadt zur Müllentsorgung genutzt. Nachdem die Schornsteine der Fabrik gesprengt und die gewerblichen Gebäude abgerissen worden waren, entstand entlang des Tiggelkamps eine Wohnsiedlung und ein Mädchenwohnheim für Mitarbeiterinnen der Jutespinnerei Tenrich & Wegmann. Das Gelände um den See wurde von der Stadt Steinfurt gekauft und als Grünanlage gestaltet. Das Gebäude wurde später zum Alumnat und beherbergerte von 1972 bis 2020 das Kreiskirchenamt der Kreise Steinfurt, Coesfeld, Borken und Tecklenburg.

## Kunst und Brauchtum

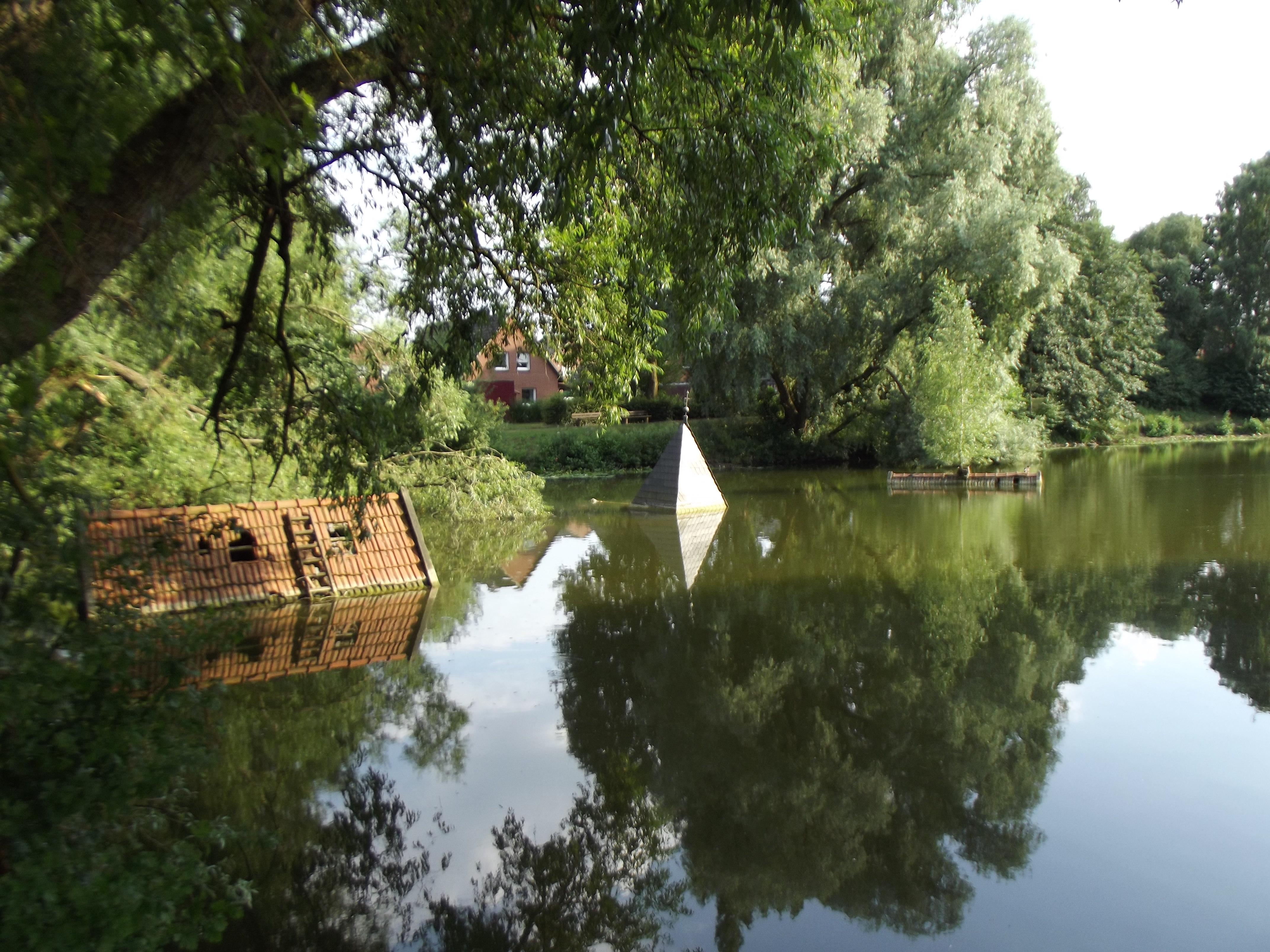
Versunkenes Dorf im Tiggelsee, 2013

Im Zuge der Skulptur Biennale Münsterland 2001 entstand das Kunstwerk Versunkenes Dorf von Mariele Neudecker. Zu sehen sind eine Kirchturmspitze und zwei verfallende traditionelle Ziegeldächer, die aus der Oberfläche des Sees herausragen und auf ein versunkenes Dorf verweisen.
Im Herbst jeden Jahres veranstaltet der Schützen- und Geselligkeitsverein Friedenau das Erntedankfest Tiggelsee in Flammen mit einem Feuerwerk am See.

## Fischbestand
Das Gewässer gilt als fischreich. Vorkommende Fischarten sind Europäischer Aal, Barsch, Brassen, Hecht, Rotauge und Zander.